# Coccau
Coccau (friaulisch: Cocau, deutsch: Goggau, slowenisch: Kokova) ist eine Fraktion der im italienischen Kanaltal gelegenen Gemeinde Tarvis. Die Ortschaft ist zweigeteilt in ein Coccau di Sotto (friaulisch: Cocau di sot, Untergoggau) und ein Coccau di Sopra (friaulisch: Cocau di sore, Obergoggau) und befindet sich in der Nähe der österreichischen Staatsgrenze. Der Ortsname geht auf das slowenische kokava für steinige Schlucht zurück, welche, tief unterhalb des Ortes liegend, bis zum Ende der Habsburger-Monarchie eine beliebte Touristenattraktion war.

## Coccau di Sotto (Untergoggau)

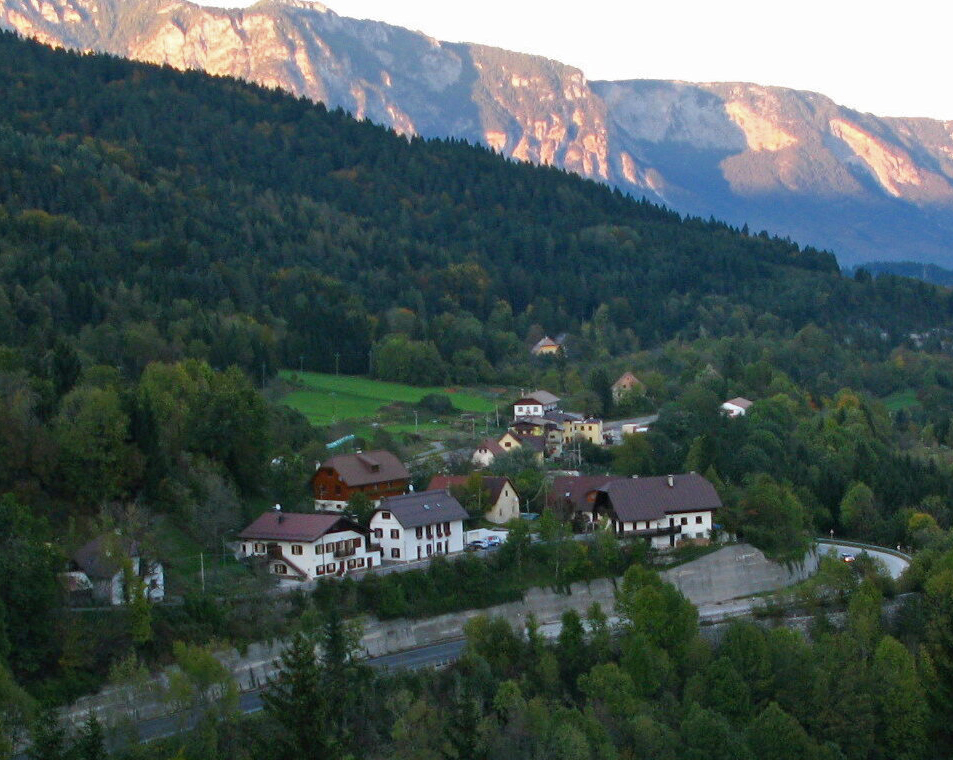
Coccau di Sotto (Untergoggau) an der Staatsstraße 13 und A 23

Vier Straßengenerationen – die Römerstraße Via Julia Augusta, die alte Hauptstraße, die neue Staatsstraße 13 und die Autobahn A23 – haben der langgestreckten Siedlung ihren Stempel aufgedrückt. Seit die Autobahn den Großteil des Verkehrsstroms übernimmt, haben die meisten Geschäfte, die vom Durchzugsverkehr lebten, geschlossen.

## Coccau di Sopra (Obergoggau)
Obergoggau liegt auf einer Anhöhe auf halbem Weg zwischen Thörl und Tarvisio. Der Straßen und Schienenverkehr führt in zwei Tunnels unterhalb des auf einer Bergschulter ruhenden Dorfes vorbei. Die Autobahn verläuft in diesem Talabschnitt unterirdisch auf der anderen Talseite.

## Bevölkerung
Gegenwärtig leben in Coccau 141 Menschen. 1918 waren es 509 Bewohner, 1936 409. Die Bevölkerung war einst mehrheitlich deutschsprachig. Ältere Bewohner sprechen noch heute einen alten Kärntner Dialekt. Die Bewohner lebten von der Landwirtschaft. Es gab Einkehrgasthöfe und vor allem in Untergoggau unzählige kleine Geschäfte, die vom steten Durchzugsverkehr auf der Strada Statale 13 profitierten. In Einzelfällen gibt es im Kanaltal auch bei den jungen Kanaltalern Rückbesinnungstendenzen auf alte regionale oder lokale Traditionen. Entsprechende Entwicklungen zeigen sich in einigen Dörfern, unter anderem auch in Coccau.

## Natur und Sehenswürdigkeiten
Zwischen Tarvisio und Coccau hat sich die Gailitz tief in den Talboden gegraben. Bis zum Ersten Weltkrieg konnte die Schlitzaklamm begangen werden und war ein beliebtes Ausflugsziel.
Noch heute findet sich, wer von Coccau zur Gailitz absteigt, unvermittelt in einer spektakulären Flusslandschaft wieder.
Coccau führt, obwohl es in der Nähe einer europäischen Hauptverkehrsader liegt, ein Leben in relativer Abgeschiedenheit. Nur bei ungünstigem Wind dröhnt vom Tal her der Autoverkehrslärm herauf.

## Geschichte

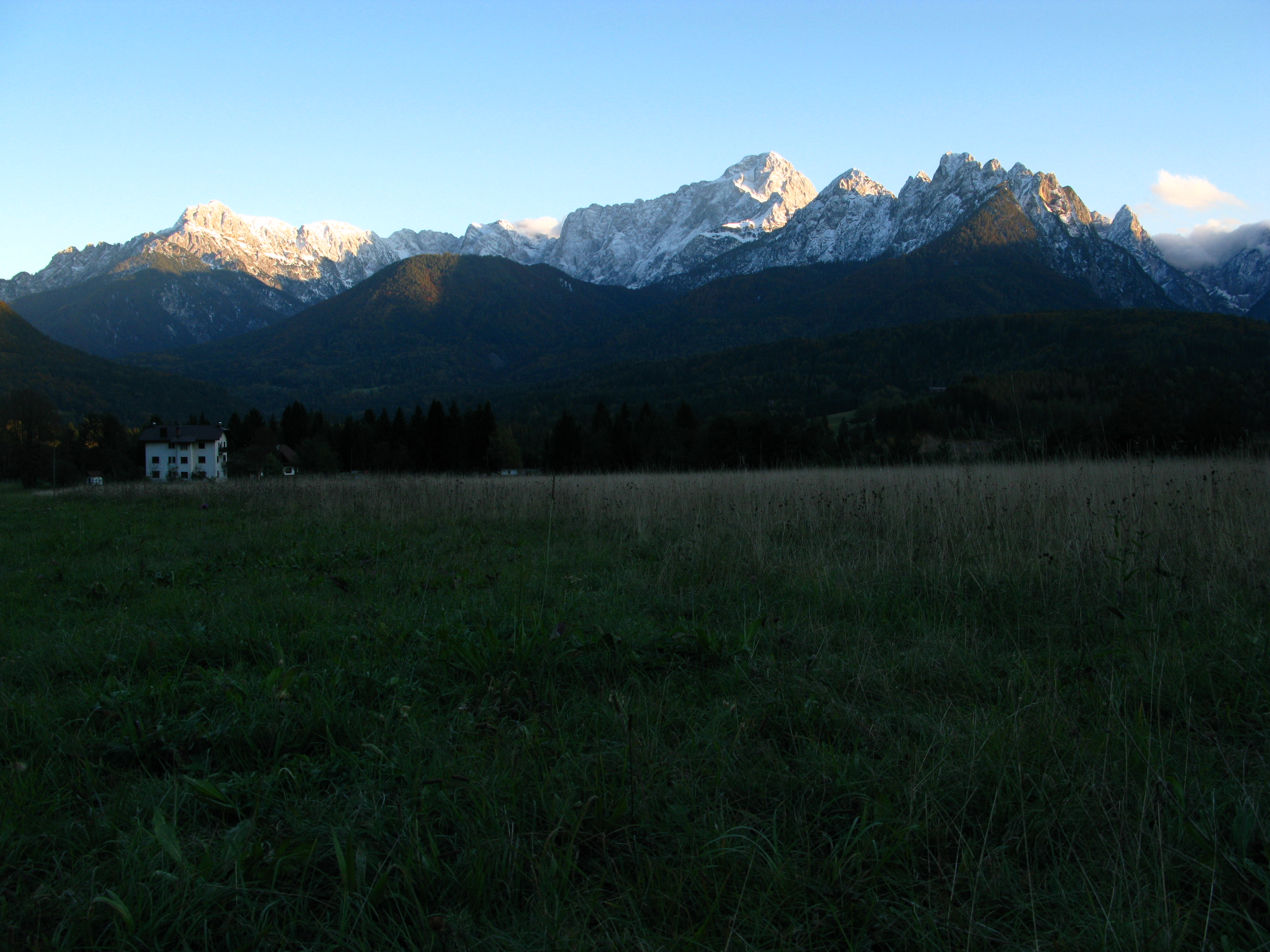
Schlachtfeld Goggauer Wiese bei Tarvis

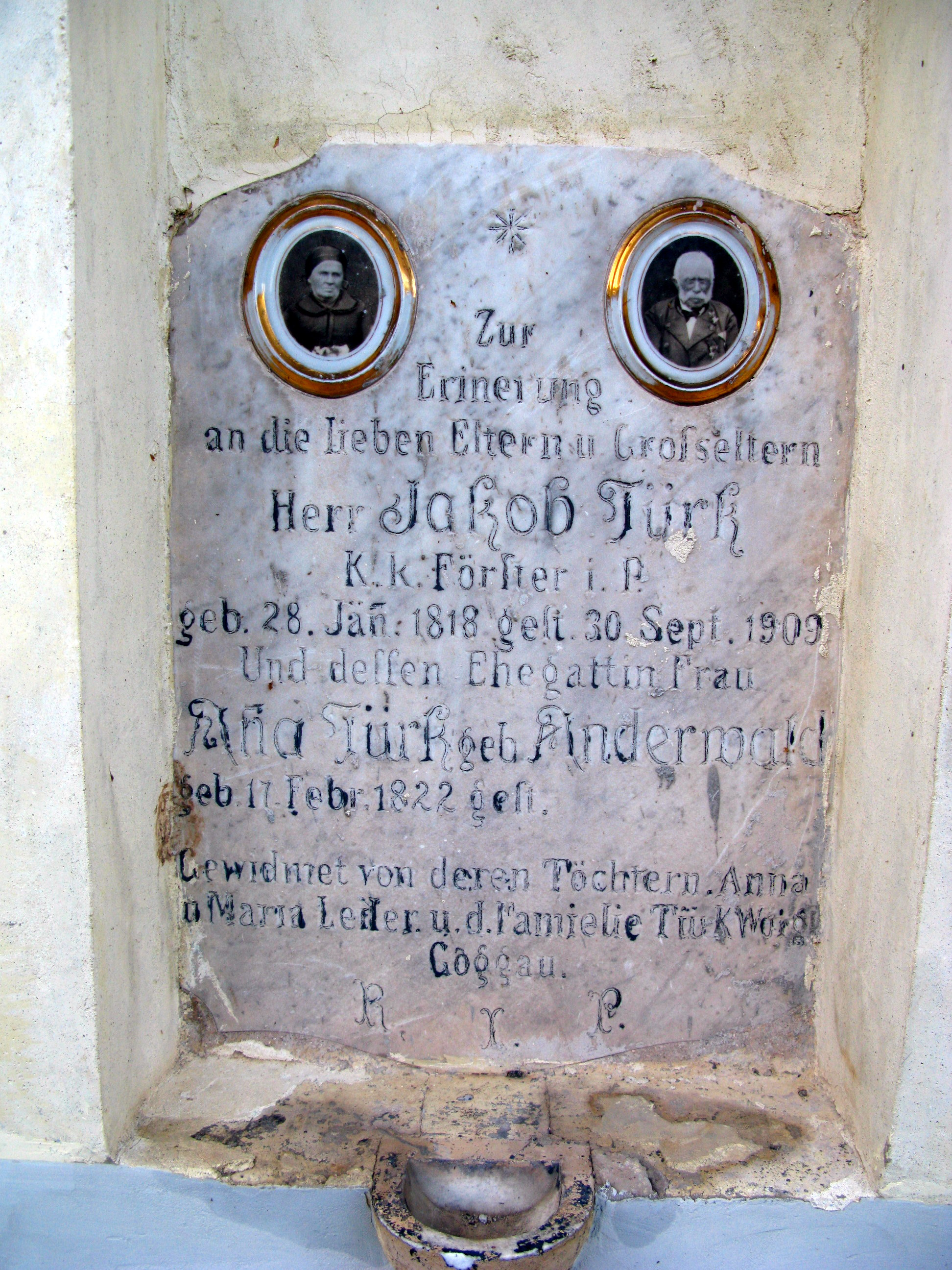
Grabstein aus der Zeit, als Goggau noch zu Österreich-Ungarn gehörte

Aufgrund seiner Lage an der alten Römerstraße kann man davon ausgehen, dass die ersten Ansiedlungen in Goggau spätestens zur Zeit des Römischen Reiches, vermutlich aber schon während des keltischen Königreichs Noricum erfolgten. Die Römer waren der wichtigste Handelspartner der Noriker. Siedlungsplätze an den Fernstraßen sind aufgrund der Zuverdienstmöglichkeiten seit jeher beliebt. Die erste schriftliche Erwähnung als sehr kleiner Ort namens Kogoue erfolgte um 1260/1264. Kirchlich gehörte der Ort zur Gerichtsbarkeit des Archidiakons von Villach bzw. bis zum Jahre 1751 zum Patriarchat von Aquileia. Bis 1745 war Goggau eine Nebenkirche der Pfarre Göriach/Gorje im Gailtal, ebenso wie Hohenthurn und Thörl-Maglern, allesamt zum Kloster Arnoldstein gehörend. Seit 1754 durfte die Pfarre zivilrechtliche Aufgabe übernehmen. Ab 1783 gehört die Kirchengemeinde zur Diözese Gurk. Nach dem Ersten Weltkrieg kam der Ort zum Erzbistum Gorizia und schließlich ab 1933 zur 
Diözese Udine. Seit 1986 gehört Goggau zur Pfarrei Tarvis. Die Pfarrei Goggau umfasst auch die Gebiete von Boscoverde, San Antonio und Rutte.
Weltlich unterstand das Gebiet ab dem Jahre 1007 dem Erzbistum Bamberg, als König Heinrich II. weite Teile Oberkärntens und des Kanaltals dem entstehenden Bistum schenkte. Ab 1759 zur Zeit Maria Theresias kam das Kanaltal an die österreichischen Habsburger. 1918 am Ende des Ersten Weltkriegs fiel das Kanaltal als Kriegsgewinn an Italien. Nun wurde Coccau statt Pontebba / Pontafel der neue Grenzort zwischen Kärnten und Italien.

### Kirche San Nicolò di Coccau
Der Legende nach war um das Jahr 815 ein reicher Pilger namens Nicolo Koggau nach Italien unterwegs, der von Banditen überfallen wurde. Er legte ein Gelübde ab, an der Stelle eine Kapelle zu errichten, wenn er die Reise glücklich fortsetzen könne. Der Heilige des Taufnamens des Stifters wurde als Patron für den Altar gewählt.
In Coccau befindet sich die Kirche San Nicolò di Coccau (erbaut um 1100) mit Fresken eines unbekannten österreichischen Malers aus der Schule Giottos. Beeindruckend sind auch die Abbildung der Heiligen Drei Könige, welche jedoch einem anderen Meister zugeschrieben werden.

### Schlacht am Goggauerfeld 1478
Auf den Feldern um Goggau trafen am 26. Juli 1478 türkische Pündertruppen, etwa 20.000 Akindschi, auf ihrem Weg vom Predil nach Norden auf vielleicht 530 Bauern und 70 Bergknappen aus Bleiberg. Das Zusammentreffen von gut ausgerüsteten Berufssoldaten mit laienhaft bewaffneten Bauern endete tragisch. 300 Bauern "verbluteten ungekannt und ungenannt". Sie waren der nicht in die Wälder geflohene Rest von ursprünglich 3.000 um Goggau Versammelten, die sich aus Zorn und Trotz selbst gegen die Osmanen stellen wollten. Seit 1473 hatte es bereits zwei Türkeneinfälle in Kärnten gegeben. Die weltlichen und geistlichen Grundherren konnten dem Reitervolk militärisch nichts entgegensetzen und verschanzten sich in ihren Festungen. Da sich die Türken mit befestigten Städten und Burgen nicht lange aufhielten, war es vor allem das Landvolk, das trotz hoher Rüststeuern, den "Rennern und Brennern" schutzlos ausgeliefert war. "Blitzschnell tauchten sie auf, raubten, plünderten, brannten nieder, mordeten, verschleppten und verschwanden wieder." Der Mut zur Selbsthilfe wurden den Bauern nicht gedankt. Als die Türken aus Kärnten wieder abzogen, bei dieser dritten Belagerung kamen sie bis Millstatt und Gmünd hinauf, wurde die Aktion von den Herrschenden als Rebellion interpretiert (Kärntner Bauernaufstand) und der Anführer Peter Wunderlich durch Vierteilen hingerichtet.

### Italianisierung ab 1922

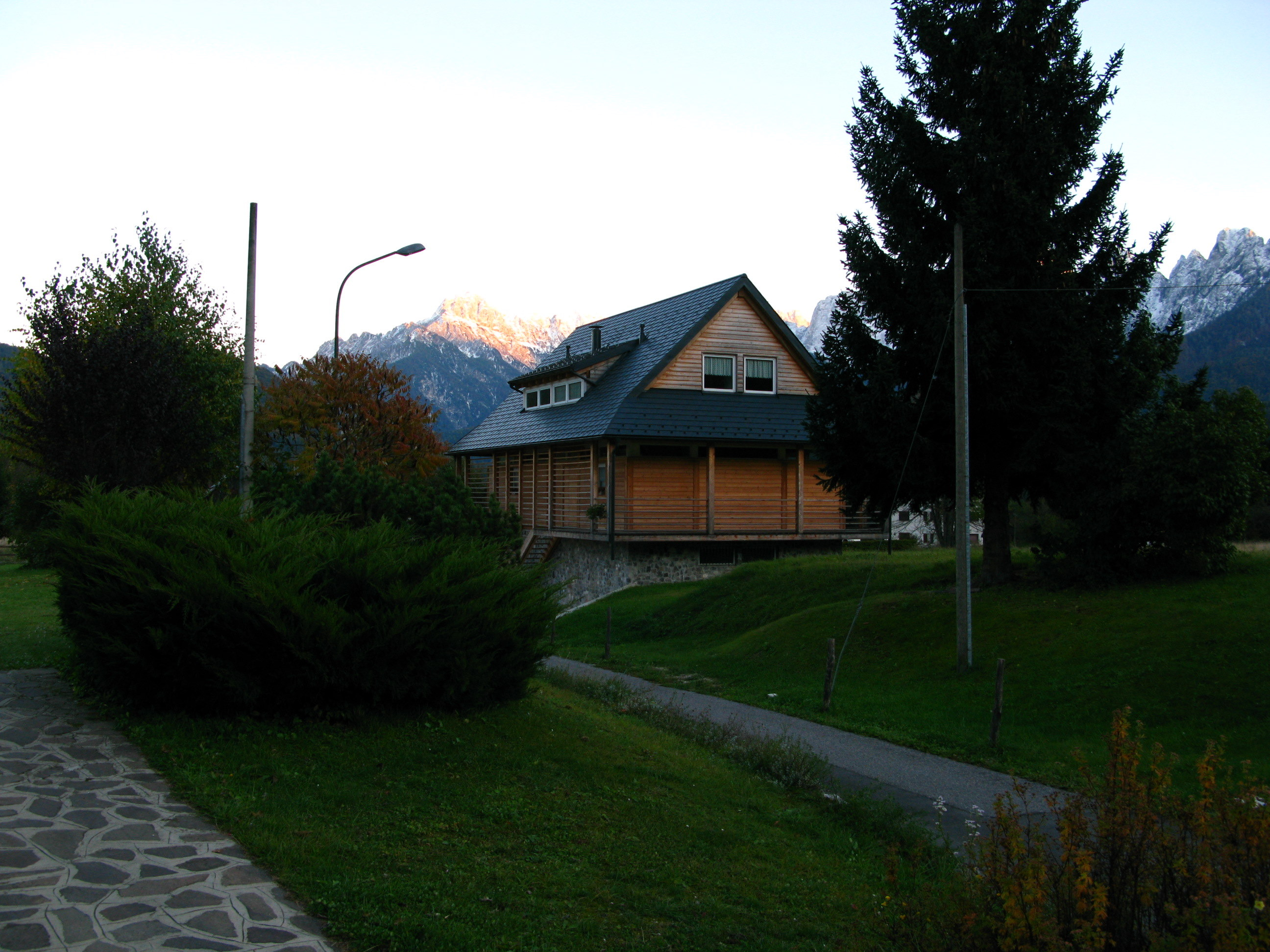
Neubau am Goggauer Feld im regionalen Harpfen-Stil

Ab 1922 begann die faschistische Italianisierung der einverleibten Gebiete, die nicht ohne ethnische Spannungen verlief. Das Abkommen der Diktatoren Hitler und Mussolini, der deutschsprachigen Bevölkerung die Möglichkeit zu geben, nach Großdeutschland zu übersiedeln, die sogenannte Option, führte zu einer weitgehenden Emigration der deutschsprachigen Bevölkerung. Die leeren Häuser wurden Eigentum des italienischen Staates, der E.N.T.V. Die neuen Bewohner kamen aus dem Fellatal aus Orten wie Chiusaforte. Für die Gegend typischen Nachnamen sind nun nicht mehr die deutschen wie Stocker, Spitzer, Krobath, Anderwald oder Fillafer, sondern die italienische wie Piussi, Della Mea, Cesare, Fuccaro oder Degli Uomini. Ab den 1960er Jahren setzt, wie überall in strukturschwachen Gebieten, die Abwanderung ein, die bis heute anhält.

### Ende der Grenzkontrolle zwischen Italien und Österreich
Bis zum 31. März 1998, dem Tag der Umsetzung des Schengener Abkommens, was zur Aufhebung der Grenzkontrollen zwischen Österreich und Italien führte, war Coccau in ganz Italien bekannt, da der Ort immer wieder im Zusammenhang mit Grenzwartezeiten und Staus im italienischen Radio und Fernsehen genannt wurde.
Vor einigen Jahren wurde ein ehrenamtlicher Verein gegründet, der sich mit historischen und kulturellen Themen rund um Goggau auseinandersetzt. Die Gruppe Original Schweinvonger Goggau leitet ihren Namen von der spöttischen Bezeichnung der Einwohner durch die Nachbardörfer ab, die darauf zurückgeht, dass die Goggauer dereinst einem Villacher Händler halfen, dessen durch einen Unfall entlaufene Schweine wieder einzufangen.